# Ароняну (комуна)
Ароняну (рум. Aroneanu) — комуна у повіті Ясси в Румунії. До складу комуни входять такі села (дані про населення за 2002 рік):
- Ароняну (1020 осіб)
- Доробанц (1183 особи)
- Редіу-Алдей (418 осіб)
- Шорогарі (263 особи)

Комуна розташована на відстані 329 км на північ від Бухареста, 5 км на північ від Ясс.

## Населення
За даними перепису населення 2002 року у комуні проживали 2884 особи.
Національний склад населення комуни:
| Національність | Кількість осіб | Відсоток |
| -------------- | -------------- | -------- |
| румуни         | 2883           | > 99,9%  |

Рідною мовою назвали:
| Мова      | Кількість осіб | Відсоток |
| --------- | -------------- | -------- |
| румунська | 2883           | > 99,9%  |

Склад населення комуни за віросповіданням:
| Релігія       | Кількість осіб | Відсоток |
| ------------- | -------------- | -------- |
| православні   | 2846           | 98,7%    |
| п'ятдесятники | 36             | 1,2%     |
| римо-католики | 1              | < 0,1%   |
| мусульмани    | 1              | < 0,1%   |